# Aglaoschema tarnieri
Aglaoschema tarnieri is een keversoort uit de familie van de boktorren (Cerambycidae). De wetenschappelijke naam van de soort werd voor het eerst geldig gepubliceerd in 1870 door Henry Walter Bates.